# Винтовой насос
Винтово́й (шне́ковый) насо́с — гидравлическая машина объёмного роторного-вращательного типа, рабочим органом которой является винтовая (шнековая) пара, состоящая из: винта (N-заходной внешней металлической спирали) и обоймы (N+1-заходной внутренней резиновой спирали).
Шнековый насос, героторный насос, эксцентриковый насос, одновинтовой насос — это альтернативные названия винтового насоса.

## Принцип работы

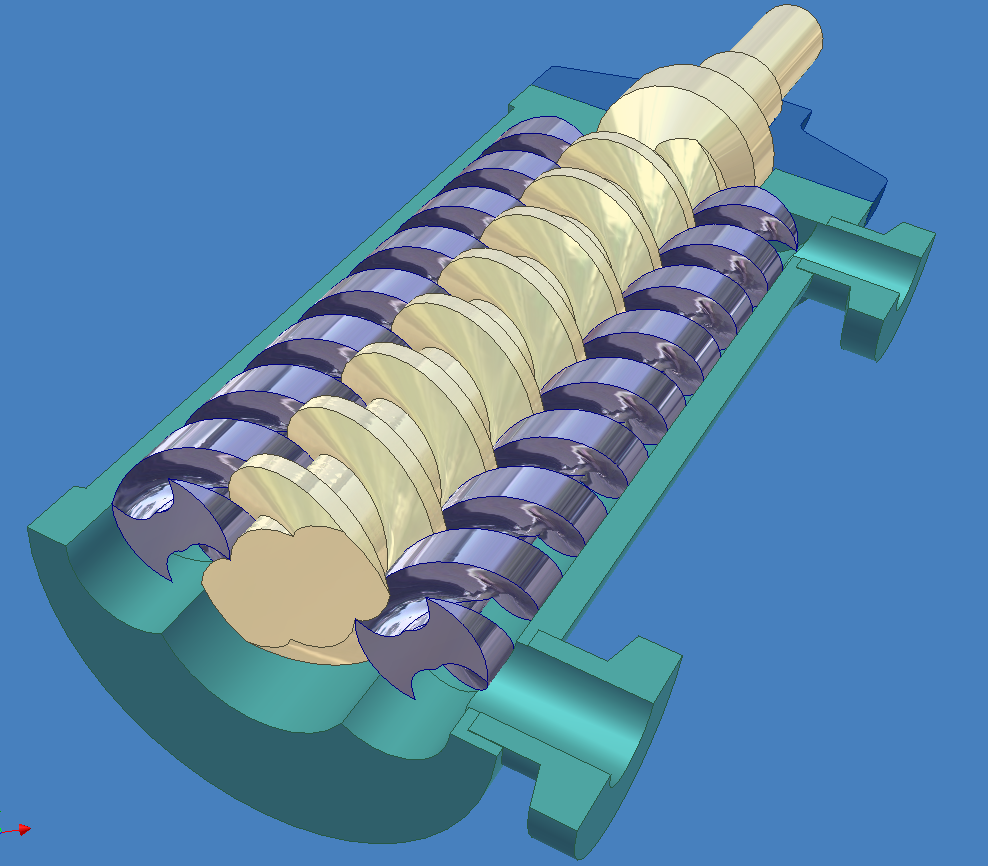
Винтовой насос с двумя обоймами в разрезе

Основной рабочей деталью винтового насоса является винтовая пара  состоящая из: металлического винта  (N-заходной внешней спирали) и резиновой обоймы (N+1- заходной внутренней спирали), при этом, по линии смыкания винта и обоймы возникают герметично замкнутые полости, которые при вращении винта продвигаются в сторону нагнетания. Количество шагов винтовой (шнековой) пары определяет максимальное давление, которое винтовой насос может развить, а объём замкнутых полостей и скорость вращения винта — производительность агрегата.

## Конструкция
Классическая конструкция винтового насоса представляет собой агрегат, состоящий из следующих основных компонентов:
1. Винт (шнек) — внешняя N-заходная спираль с поперечным сечением, центр которого смещен на величину эксцентриситета от оси вращения. Как правило, ротор изготавливается из металлических сплавов с упрочняющим покрытием или без него
2. Обойма — внутренняя N+1-заходная спираль, выполненная из эластомера, неразъемно соединенного с металлической гильзой
3. Тяга — передает крутящий момент от приводного вала к ротору
4. Шарнирный узел — компенсирует эксцентриситет ротора
5. Входной патрубок
6. Выходной патрубок
7. Камера
8. Уплотнение приводного вала — обеспечивает герметичность камеры винтового (одновинтового) насоса
9. Подшипниковая стойка — является соединительным узлом между приводом и камерой винтового (одновинтового) насоса
10. Муфта — компенсирующий элемент между приводом и подшипниковой стойкой
11. Привод
12. Монтажная плита

## История изобретения

Изобретатель винтового насоса Рене Мойно

В 1930 году Рене Мойно, пионер авиации, изобретая компрессор для реактивных двигателей, обнаружил, что этот принцип также может работать как насосная система. Парижский университет присудил Рене Мойно докторскую степень за диссертацию «Новый капсулизм». Его новаторская диссертация заложила основу для внедрения винтовых насосов.

## Преимущества
- Винтовые насосы относятся к объемному типу и каждому обороту винта соответствует заданный объём перекачиваемой среды, таким образом, производительность винтовых насосов поддается точной регулировке в широком диапазоне;
- потенциальное давление на выходе винтового насоса задается исключительно геометрией винтовой пары и крутящим моментом привода, таким образом, при регулировке производительности винтового насоса, давление остается неизменным;
- винтовой насос является самовсасывающим и не требует предварительного заполнения рабочей средой;
- наличие замкнутых полостей в винтовой паре определяют способность винтового насоса перекачивать вязкие (до 10 000 сП) среды и среды с мягкими и твердыми включениями, не подвергая эти включения разрушению. Размер допустимых включений задается геометрией винтовой пары и может достигать 50 мм;
- способность винтовых насосов к самовсасыванию дает возможность перекачивать среды со значительной газовой составляющей, либо сред с газовыми пробками;
- конструкция винтовых насосов допускает применение широкого спектра дополнительных опций и специальных модификаций, таких как загрузочная горловина, шнековый питатель, обогрев проточной части, регулировка производительности преобразователем частоты, либо вариатором, гидропривод, пневмопривод и пр.;
- винтовые насосы могут работать в реверсе;
- винтовые насосы имеют высокий КПД в сравнении с другими типами насосного оборудования;

## Недостатки
- Массо-габаритные характеристики винтовых (шнековых) насосов, как правило, отличаются в большую сторону от других типов насосного оборудования;
- винтовые (шнековые) насосы чувствительны к «сухому ходу»;
- установка и обслуживание винтовых насосов требует специальных знаний и навыков;

## Основные типы винтовых насосов
На сегодняшний день выделяют несколько типов винтовых насосов, которые имеют свое независимое развитие с точки зрения выполнения поставленных задач, а соответственно, особенностей проектирования, производства, инсталляции и сервисного обслуживания.

### Горизонтальные винтовые насосы
К данному типу относятся винтовые насосы общепромышленного назначения в классической горизонтальной компоновке. Данный тип винтовых насосов наиболее распространен, и применим для широкого круга задач для перекачки вязких, неоднородных, многофазных сред и сред с различными включениями. В зависимости от габарита винтовой пары, производительность таких агрегатов, как правило, находится в пределах от 0,1 до 500 м3/ч, а создаваемый напор до 48 бар. Данный тип винтовых насосов отличается простотой монтажа и обслуживания, надежностью и широким набором дополнительных функций.

### Вертикальные винтовые насосы
Винтовые насосы в вертикальной компоновке относятся к полупогружному типу насосных агрегатов. Данный тип винтовых насосов достаточно эффективен в работе с вязкими средами и средами с осадком в загубленных ёмкостях, искусственных и естественных озёрах. В общепромышленном исполнении длина погружной части может достигать 10 метров, при этом, данный параметр ограничен конструкционными особенностями агрегата. Как и у горизонтальных винтовых насосов, в зависимости от габарита применяемой винтовой пары, производительность вертикального насоса находится в пределах от 0,1 до 500 м3/ч, а создаваемый напор до 48 бар.

### Дозировочные винтовые насосы
Отличительной особенностью винтовых насосов является возможность регулировки производительности агрегата путем изменения частоты вращения ротора, при этом давление на выходе насоса остается неизменным. Данный принцип позволяет успешно использовать винтовые насосы в качестве дозаторов, погрешность работы которых не превышает 0,1 %. Как правило, стандартные дозировочные винтовые насосы имеют производительность от 2 до 150 л/ч, а напор до 6 бар.

### Строительные шнековые насосы
Шнековые насосы — это отдельный тип винтовых насосов, которые нашли свое широкое применение в строительной отрасли для напорной подачи таких сред, как бетон, цементный раствор, материал для наливного пола, штукатурный раствор, краска и пр. Основным преимуществом шнековых насосов, применяемых в строительной отрасли является их исключительная способность к напорной подаче неоднородных и абразивных сред с твердыми включениями. Применение шнековых насосов в строительной отрасли отличается огромным разнообразием агрегатов, отличающиеся как по конструкции, так и по назначению. При этом среди этого разнообразия, стоит отдельно выделить особый тип строительного насосного оборудования — штукатурные станции, которые являются наиболее популярным вариантом применения шнекового насоса.

### Бочковые винтовые насосы
Бочковые винтовые насосы предназначены для разгрузки стандартной тары, такой как бочки, еврокубы, емкости, танки и пр. Несмотря на свою схожесть с вертикальными винтовыми насосами, бочковые насосы относятся к отдельному типу винтовых насосов в силу выполняемых задач и конструкционных особенностей. Бочковые винтовые насосы, в основном, являются серийными универсальными агрегатами массового производства и потребления, и соответственно, данные агрегаты должны быть просты в применении и обслуживании, выполнять широкий спектр задач, отличаться повышенной надежностью и неприхотливостью. В основном на рынке присутствуют бочковые винтовые насосы с производительностью до 3 м3/ч и давлением на выходе до 4 бар, при этом данный агрегат должен быть способен перекачивать среды с вязкостью не менее 5000 сП.

## Области применения винтовых насосов
В силу своих особенностей винтовые (шнековые) насосы нашли широкое применение практически во всех отраслях промышленности для подачи вязких, абразивных, многофазных сред, сред с различными включениями, в том числе сред со значительным содержанием газа:
- Нефтегазовая промышленность: нефть и нефтепродукты, мазут, буровой раствор и пр.;
- Горнодобывающая промышленность: буровой раствор, промышленная взрывчатка, шлам и пр.;
- Металлургическая промышленность
- Химическая промышленность
- Водоочистка и водоподготовка
- Целлюлозно-бумажная промышленность
- Пищевая промышленность
- Фармацевтическая и косметическая промышленность
- Строительная отрасль